# 乙酰丙酮镓
乙酰丙酮镓是一种配位化合物，化学式为Ga(C5H7O2)3，或者简写为Ga(acac)3。这种镓的配合物用于含镓材料的研究。乙酰丙酮镓分子有D3对称性，和其它八面体三乙酰丙酮盐同晶。

## 应用
乙酰丙酮镓和水或臭氧作为前体，用原子层外延法（ALE）可以制得氧化镓薄膜。Ga(acac)3也能用于低温生长高纯度氮化镓纳米线或纳米针。